# República Àrab Sahrauí Democràtica
La República Àrab Sahrauí Democràtica (RASD; àrab: الجمهورية العربية الصحراوية الديمقراطية, al-Jumhūriyya al-ʿArabiyya aṣ-Ṣaḥrāwiyya ad-Dīmuqrāṭiyya; coneguda també com a Sàhara Occidental, tot i que són conceptes diferents) és un Estat amb reconeixement limitat format per l'antiga província espanyola del Sàhara Espanyol, que fou ocupada el 1976 pel Marroc i Mauritània i finalment annexada parcialment pel Marroc a l'agost del 1979, en retirar-se Mauritània de la zona que ocupava, restant una part del territori sota administració sahrauí.
La República Sahrauí ha estat reconeguda per 84 estats, tot i que aquest nombre varia depenent de la font. Segons el Parlament Europeu la RASD estava reconeguda per 54 estats i la Unió Africana el 2002. Segons el portal Sahara Marocain 27 països reconeixien la RASD a data de 2011, però per al Front Polisario n'eren més de 80 a la mateixa data.

## Història
La primitiva població es retirà cap al sud davant l'avenç dels amazics blancs del nord, al qual succeí la penetració àrab a partir del segle viii. Després de la guerra d'Àfrica el 1860, Espanya aconseguí el reconeixement de la línia costanera sahrauí. A la Conferència de Berlín sobre Àfrica, es reconegué a Espanya una extensió de desert adjacent a la seva zona costanera de Río de Oro. El 1920, la colònia es constituí en el Protectorat del Río de Oro; el 1934 s'integrà amb Ifni a l'Àfrica Occidental Espanyola i el 1957 es convertí en una província d'Espanya.
Durant les últimes dècades del segle xix i la primera meitat del XX, es dugueren a terme importants expedicions científiques per part de naturalistes espanyols: Quiroga, Bonelli, Font Sagué, Hernández-Pacheco, Morales Agacino, etc. Aquests investigadors foren els primers civils a contactar amb els sahrauís i en assolir punts del desert fins aleshores desconeguts pels occidentals.
La seva independència fou plantejada per l'ONU a Espanya el 1967, però la disputa entre Mauritània, el Marroc i Algèria pel territori suposà un seriós obstacle.
Després de la marxa pacífica de milers de marroquins cap al Sàhara –planificada pel rei Hassan II– que després es denominà "Marxa Verda", es firmaren els Acords de Madrid el 1975, pels que Espanya cedí el Sàhara al Marroc i a Mauritània, els quals hagueren d'enfrontar-se després amb el sahrauí Front Polisario, recolzat per Algèria, que el 27 de febrer del 1976 proclamà la independència de la República Àrab Sahrauí Democràtica (RASD), promulgant una constitució. El 1979 Mauritània renuncià a la part de territori que li corresponia, que s'annexà el Marroc unilateralment i, al seu torn, reconegué el Front Polisario. Des d'aleshores, el Sàhara Occidental és un territori administrat de facto (però no de iure) pel Marroc. La Constitució fou revisada el 1991 i el 1995. El 1999 la RASD aprovà una nova constitució.

## Govern i política

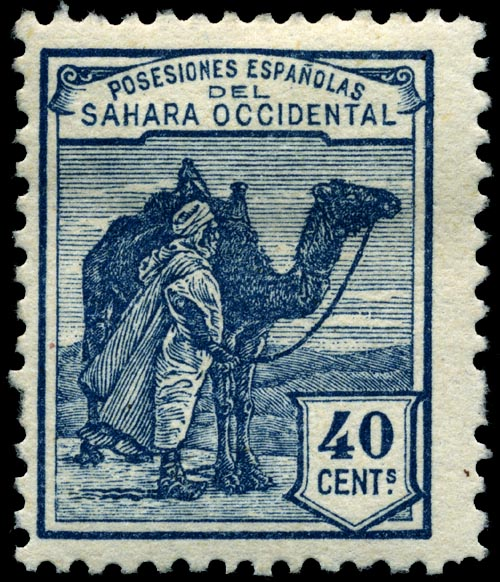
Segell del Sàhara Espanyol del 1924.

Les fronteres internacionals del seu territori es correspondrien amb les de l'antic Sàhara Espanyol administrat per Espanya (1885-1976), tret de la Franja de Tarfaya, entregada al Marroc el 1958, després de la Guerra d'Ifni.
El Marroc reclama dret ancestrals sobre el territori. Tanmateix, el Tribunal Internacional de Justícia de la Haia emeté per unanimitat un dictamen el 16 d'octubre del 1975 en el que:
| « | Els materials i informació presentats al Tribunal mostren l'existència, en el moment de la colonització espanyola, de vincles jurídics de vassallatge entre el Soldà del Marroc i algunes de les tribus que viuen al territori del Sàhara Occidental. Igualment, mostren l'existència de drets, incloent-hi drets sobre la terra, que constitueixen vincles jurídics entre l'entitat mauritana, tal com l'entén el Tribunal, i el territori del Sàhara Occidental. D'altra banda, la conclusió del Tribunal és que els materials i informació presentats a ell no estableixen cap vincle de sobirania territorial entre el territori del Sàhara Occidental i el regne del Marroc o l'entitat mauritana. Per tant, el Tribunal conclou que no ha trobat vincles jurídics de tal naturalesa que puguin afectar l'aplicació de la resolució 1514 (XV) de l'Assemblea General per a la descolonització del Sàhara Occidental i, en particular, el principi d'autodeterminació a través de la lliure i genuïna expressió de la voluntat dels pobles del territori. | » |

Des d'aquell moment, el Front Polisario, que havia sigut una organització politicomilitar, passà a centrar-se en la lluita pel dret a l'autodeterminació del poble sahrauí. Assolí més legitimitat el 1979 després de la cessió per part de Mauritània del sud del Sàhara Occidental, que fins aleshores havia administrat segons els Acords de Madrid i l'acord marroquí-maurità del 14 d'abril del 1976.
Al juliol del 1982, en una reunió de l'OUA a Addis Abeba, la RASD fou admesa a l'organització. El seu ingrés efectiu a l'OUA com a membre de ple dret es materialitzà el 1984. Després de la dissolució de l'OUA, la RASD es convertí en un membre fundador de la Unió Africana, organització internacional africana.

La progressió del mur.

Actualment, el territori del Sàhara Occidental està dividit per un mur o berma de més de 2.000 km de llargada que divideix de nord a sud el territori del Sàhara Occidental. Aquest mur roman vigilat per més de 150.000 soldats de l'exèrcit marroquí, està estretament vigilat amb radars i envoltat per un extens camp de milions de mines antipersones i antitancs, tot això a un cost que supera el milió i mig d'euros al dia. La zona a l'oest del mur és el territori ocupat militarment pel Marroc, mentre que la zona a l'est del mur és el territori administrat pel Front Polisario, sobre el que exerceix la seva sobirania la RASD.
A la zona hi ha un alto el foc vigilat per la Missió de les Nacions Unides pel Referèndum al Sàhara Occidental (MINURSO), un organisme establert pel Consell de Seguretat de l'ONU el 29 d'abril del 1991.

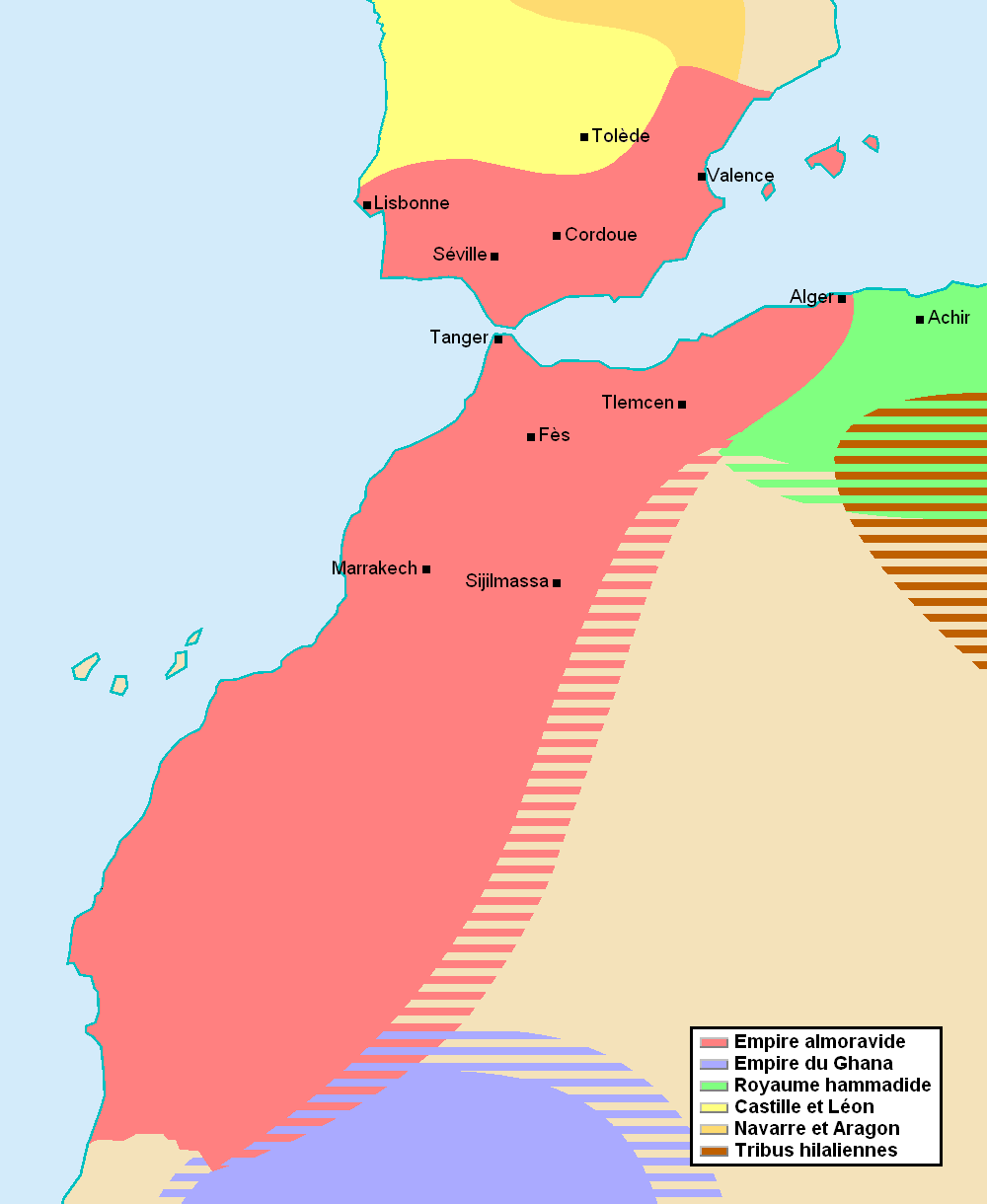
Mapa del nord d'Àfrica del segle XI-XII. El territori del Sàhara Occidental estava sota la sobirania del Marroc.

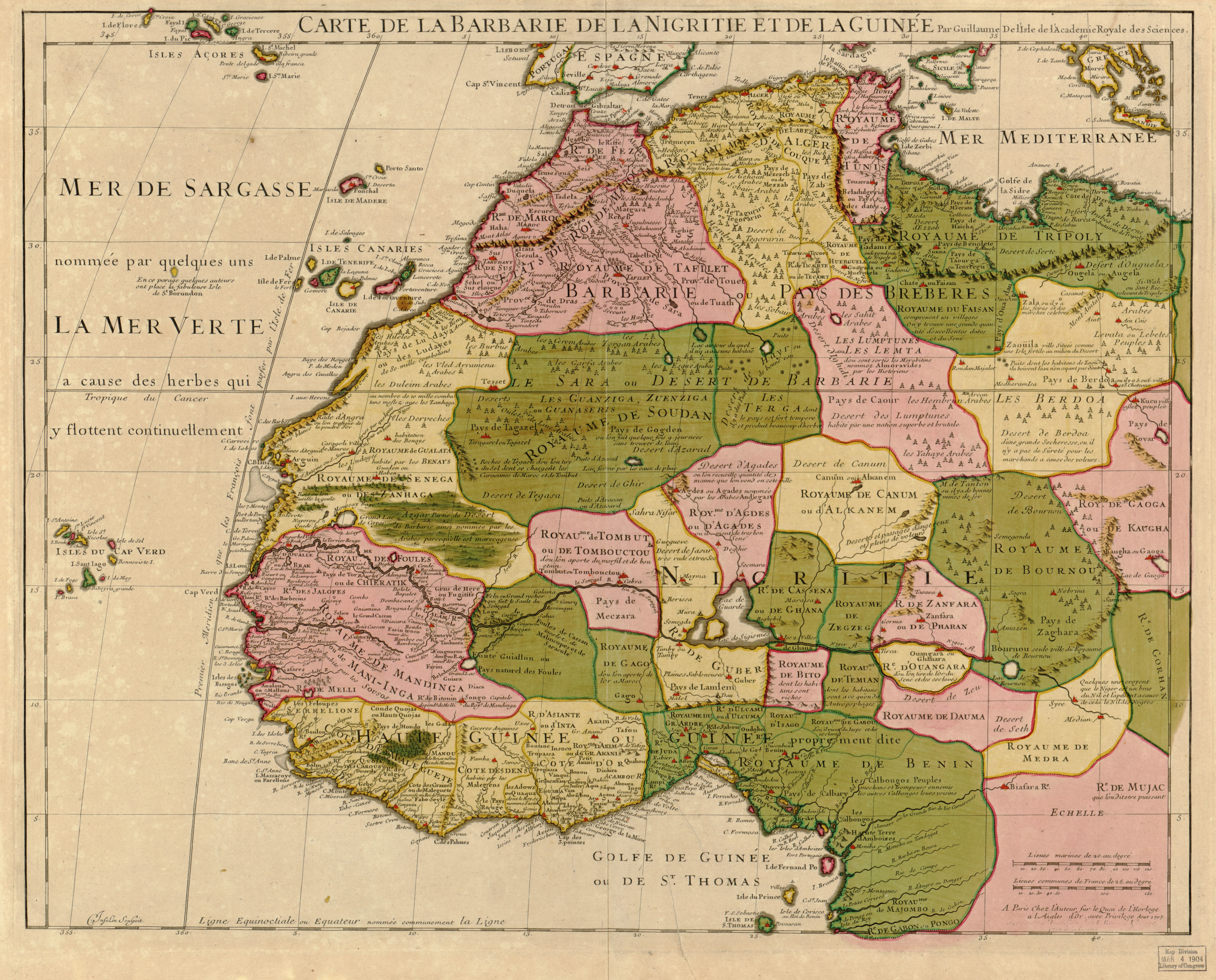
Mapa del nord d'Àfrica del 1707 (Guillaume Delisle). El territori del Sàhara Occidental no estava sota la sobirania del Marroc.

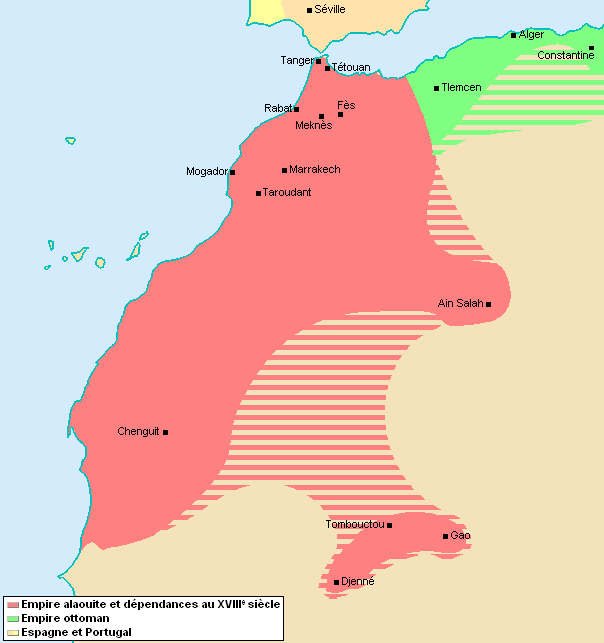
Mapa del nord d'Àfrica del. El territori del Sàhara Occidental estava sota la sobirania del Marroc.

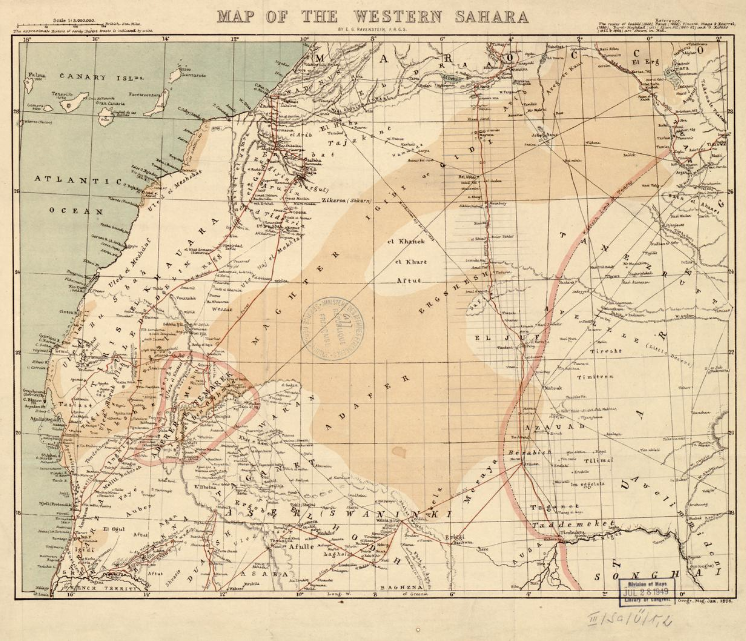
Western Sahara 1876

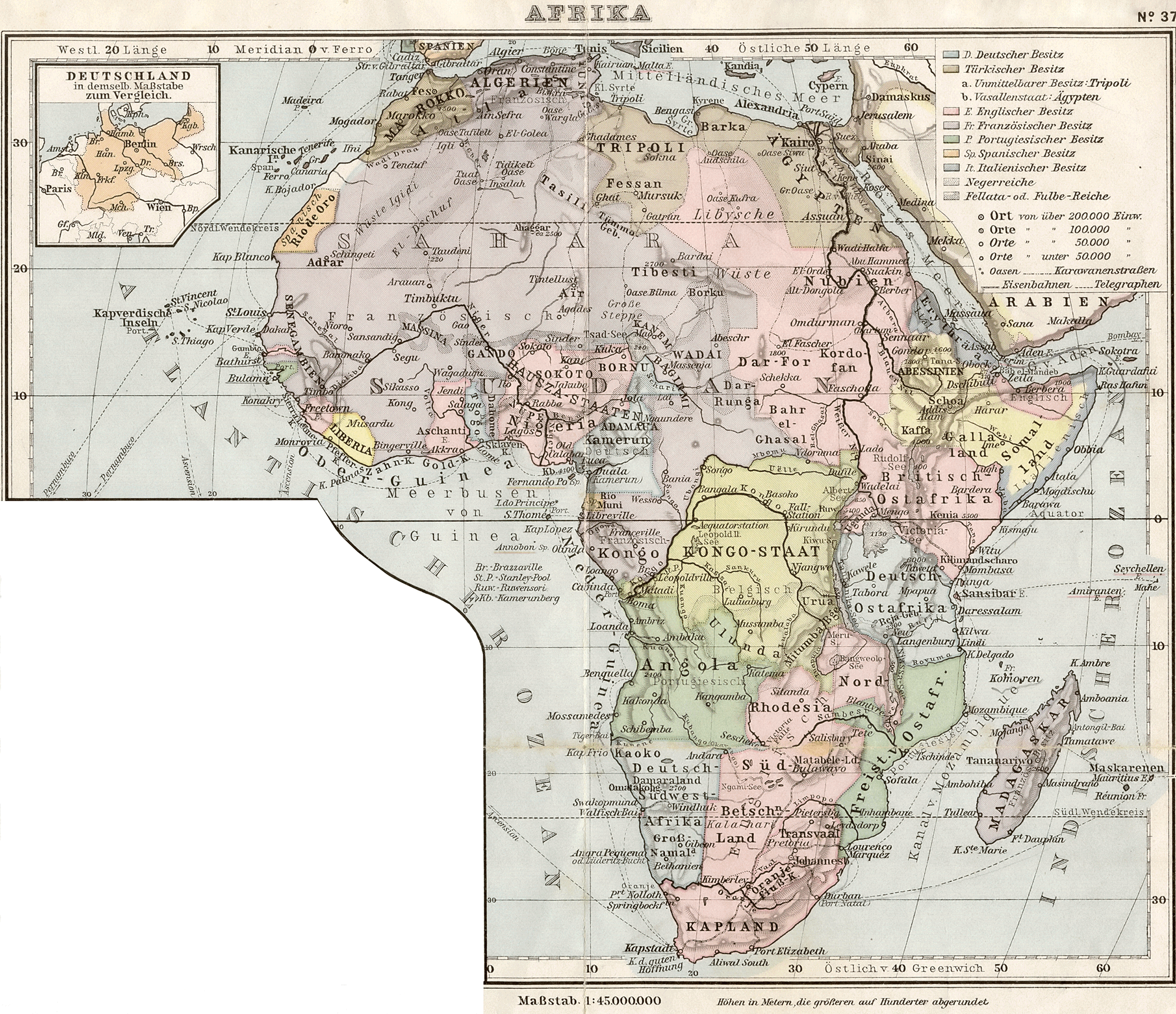
Mapa alemany de l'Àfrica colonial el 1905.

Amb l'arribada al Secretariat General de l'ONU de Kofi Annan el 1997, es nomenà James Baker III, ex-secretari d'estat dels Estats Units, amb l'objectiu d'establir un diàleg amb les parts en conflicte per procedir a l'aplicació immediata del "Pla d'Arranjament" i celebrar el referèndum previst en el mateix. Com a resultat de les converses es firmaren els acords de Houston, on s'estableix un calendari concret sobre les diferents fases del procés per la descolonització del Sàhara Occidental i es fixa com a data per la celebració de la consulta electoral el 8 de desembre del 1998.
Tanmateix, tal com ho han descrit Amnistia Internacional i Human Rights Watch, pressions del regne del Marroc que és considerada la part més forta tant en l'àmbit militar com en el polític, han impedit la realització del referèndum d'autodeterminació pel poble sahrauí. El govern de Rabat ha utilitzat en moltes ocasions la pressió política, l'arrest d'activistes humanitaris i l'esporuguiment dels sahrauís que habiten en els territoris ocupats per les tropes de Mohammed VI.
El càrrec més alt del Sàhara Occidental és el president de la República Àrab Sahrauí Democràtica, des de 2016 Brahim Gali, que es recolza en el primer ministre de la República Àrab Sahrauí Democràtica, des de 2018 Mohamed Wali Akeik. L'estructura de govern de la RASD consta d'un Consell de Ministres, una branca judicial i el Consell Nacional Sahrauí o parlament.

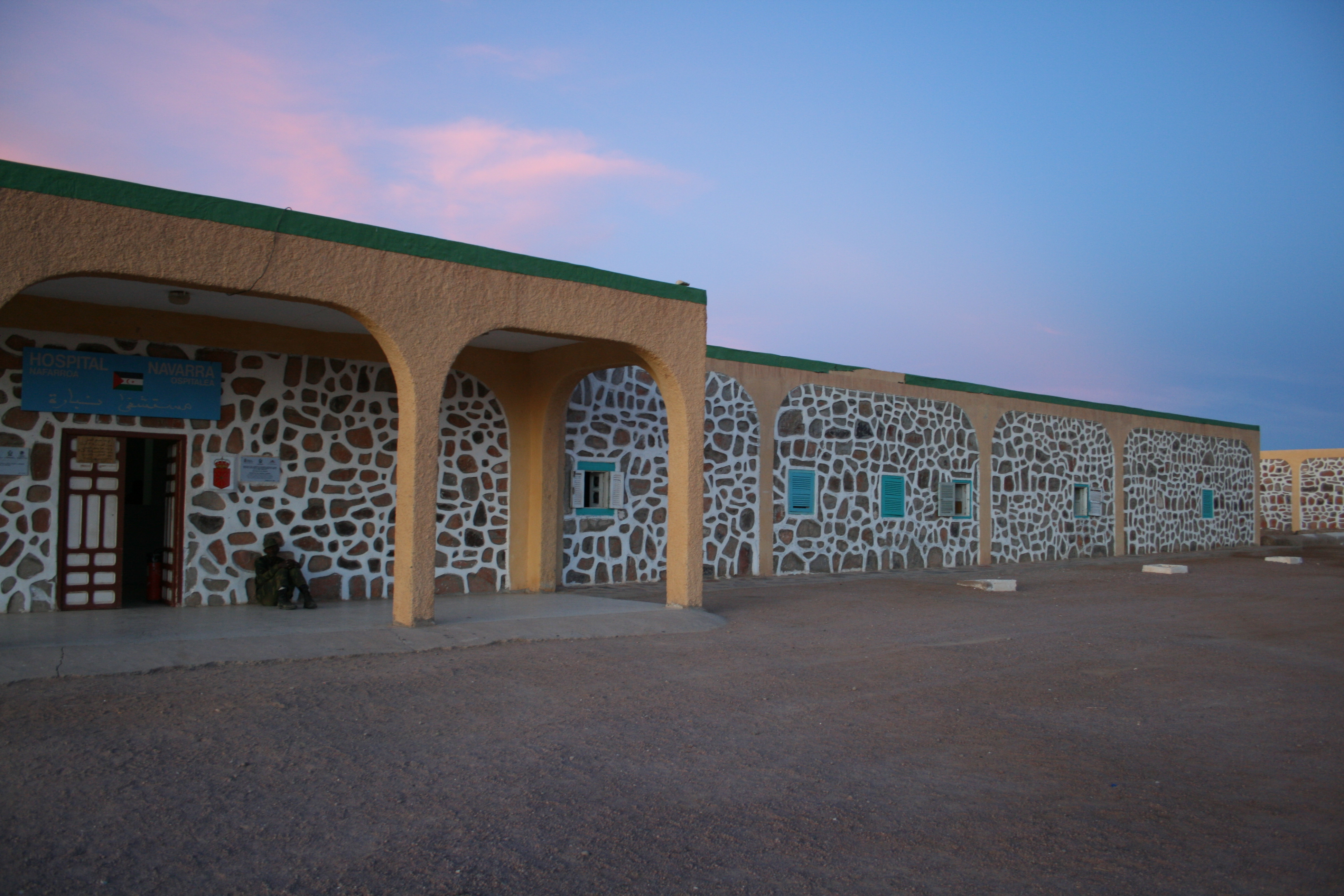
Hospital de Navarra a Tifariti.

## Organització politicoadministrativa
La República Àrab Sahrauí Democràtica està subdividida en 6 províncies: Aousserd, Assa Zag, Boujdour, Es Semara, Al-Aaiun i Oued Ed-Dahab.
| Número | Província              | Capital  | Superfície |
| ------ | ---------------------- | -------- | ---------- |
| 1      | Província d'Auserd     | Güera    | 65.000 km² |
| 2      | Província d'Assa-Zag   |          | 5.000 km²  |
| 3      | Província de Bojador   | Bojador  | 40.000 km² |
| 4      | Província d'Al-Aaiun   | Al-Aaiun | 30.000 km² |
| 5      | Comtat de Smara        | Smara    | 60.000 km² |
| 6      | Comtat d'Oued Ed-Dahab | Dakhla   | 55.000 km² |

## Geografia

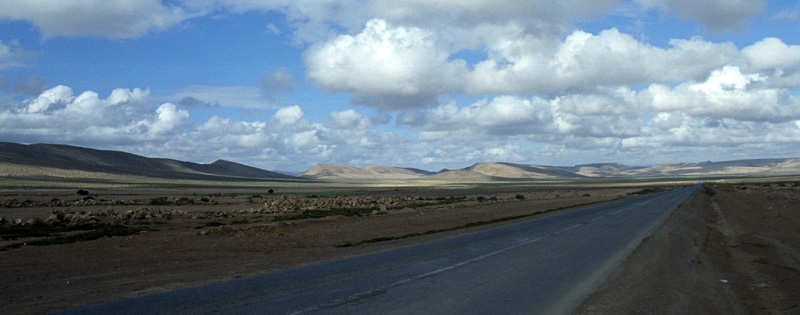
Paisatge del Sàhara Occidental.

Existeixen algunes espècies d'animals adaptades a l'àrid hàbitat desèrtic, com el ratolí saltador del desert, la gasela dama, la hubara, el corredor, la ganga del Senegal, la foca monjo del Mediterrani, fènnec, dromedari, rèptils, etc. Espècies extintes pels avatars històrics del territori són l'estruç o l'òrix. L'interior del territori forma part de l'ecoregió del Salobrar del Sàhara, mentre que la franja costanera forma part del desert costaner atlàntic.
- Parc de Rescat de la Fauna Sahariana
- EEZA

## Economia
L'economia del Sàhara Occidental és incipient, la majoria dels seus habitants subsisteixen de la pesca (el banc és o fou un dels més rics del món) i dels vegetals marins, també dels fruits de les palmeres i en part de la ramaderia.
Existeixen riqueses minerals com ara metalls diversos i petroli que es troba en grans bosses descobertes i explotades completament per empreses estrangeres a l'àrea ocupada il·legalment pel Marroc. La RASD no pot fer res per evitar-ho i ara intenta atreure empreses amigues que sondegin els territoris alliberats per la seva explotació i així pal·liar les diferències abismals entre el PNB 0 d'aquest país i l'altre.
Però la major riquesa són les abundants mines de fosfat amb les que compta el territori. Durant el període final en què Espanya controlà el Sàhara, es convertí en un dels primers productors d'aquest compost. Actualment el govern del Marroc manté en la seva zona de control una política de secretisme i desinformació entorn d'aquest i els altres aspectes de l'economia especialment en el que a explotació de riqueses i matèries primeres es refereix, car podria considerar-se com un "espoli" controlat per no contravenir ni cridar l'atenció de la Comunitat Internacional ni de l'ONU. Es creu que la producció de fosfat és altíssima i que l'administració colonial (car com tal la consideren la majoria de nacions i les resolucions de l'ONU) ho tracta d'ocultar en el possible i la minimitza fins a extrems increïbles.

## Reconeixement internacional

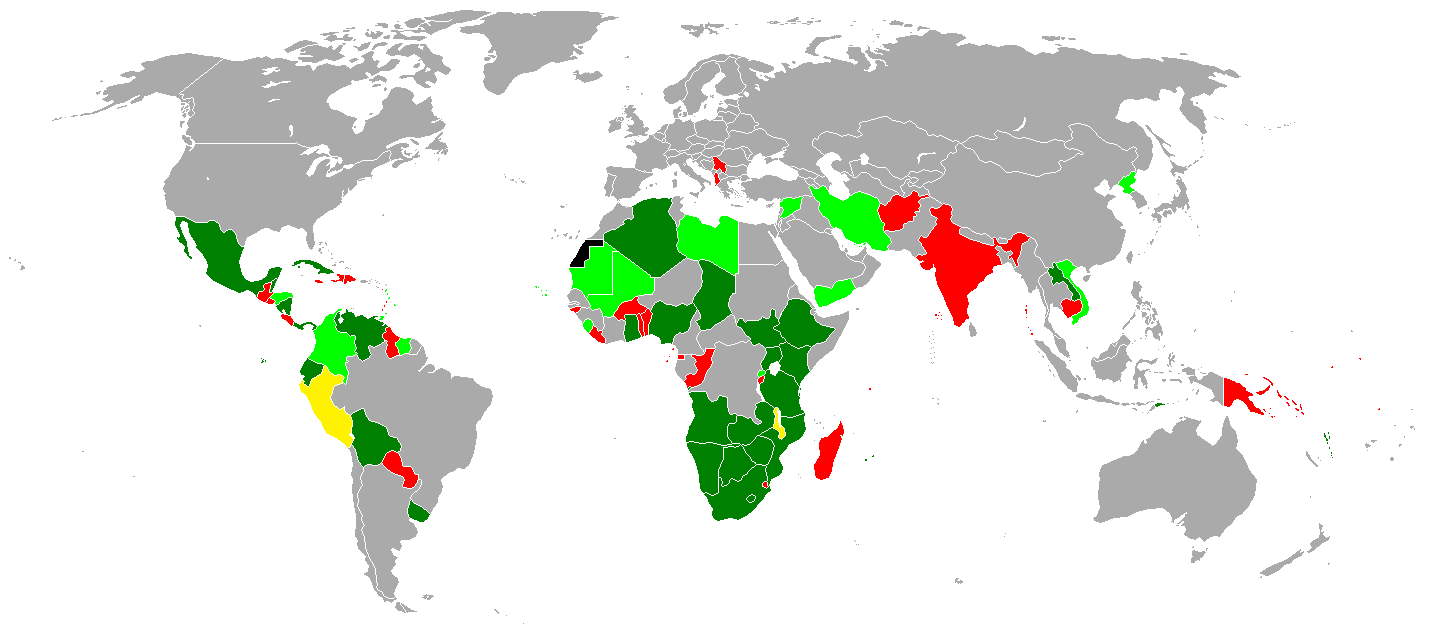
Països que reconeixen la RASD.
Relacions diplomàtiques a nivell d'ambaixada
Reconeixement diplomàtic
Relacions diplomàtiques congelades o suspeses
Relacions diplomàtiques cancel·lades

El Front Polisario treballa activament perquè la comunitat internacional reconegui la República Àrab Sahrauí Democràtica com a estat independent. Durant els últims anys ha explorat la via política per aconseguir-ho. A més, amb el suport internacional, aspira a recuperar diplomàticament els territoris pertanyents al Sàhara Occidental que li foren arrabassats durant la guerra amb el Marroc. La seva principal dificultat és que Marroc compta amb interessos comercials a molts països del món i treballa activament en sentit contrari al reconeixement de la RASD. L'antic colonitzador del Sàhara Occidental, Espanya, encara no reconeix la República Sahrauí com a estat independent; des de l'arribada al poder de José Luis Rodríguez Zapatero, a més, el govern espanyol ha deixat de defensar el compliment de les resolucions de les Nacions Unides sobre la celebració del referèndum i s'ha aliat més estretament amb el Marroc. Dels partits polítics espanyols, només Izquierda Unida (IU), i els seus principals partits integrants, i Unió, Progrés i Democràcia (UPiD) i Iniciativa per Catalunya Verds (ICV), així com els partits nacionalistes bascos PNB, Bildu i Aralar, defensen activament en els seus programes i en les seves polítiques el dret a l'autodeterminació del poble sahrauí i proposen el reconeixement de la República Àrab Sahrauí Democràtica.
La RASD és reconeguda per 82 estats. Els estats que no reconeixen la República Sahrauí poden, tanmateix, reconèixer el Front Polisario com a representant legítim del poble sahrauí, però no el seu govern a l'exili com un estat (per exemple, la majoria dels països europeus). Diversos estats han retirat el seu reconeixement de la RASD (prop de 20 països), sobretot a causa de les pressions del Marroc i les negociacions. Si hom s'atén a la legislació internacional en relació amb el reconeixement d'estats, que figura a l'art. 6 de la Convenció sobre Drets i Deures dels Estats:
| « | El reconeixement d'un estat simplement significa que l'estat reconeix que accepta la personalitat de l'altre amb tots els drets i deures determinats pel dret internacional. El reconeixement és incondicional i irrevocable. | » |

Per tant, una vegada que un o més estats reconeixen la RASD com a estat sobirà, aquests estats no poden revocar el seu reconeixement, llevat que la RASD com a estat deixi d'existir o l'estat que estén el seu reconeixement de la RASD deixi d'existir. Només es pot revocar el reconeixement d'un govern, no el mateix estat.